# Лепорано
Лепорано (итал. Leporano) — коммуна в Италии, располагается в регионе Апулия, в провинции Таранто.
Население составляет 7322 человека (2008 г.), плотность населения составляет 478 чел./км². Занимает площадь 15 км². Почтовый индекс — 74020. Телефонный код — 099.
Покровителем коммуны почитается святой Эмигдий, празднование 3, 4 и 5 августа.

## Демография
Динамика населения:

## Администрация коммуны
- Официальный сайт: http://www.comuneleporano.it/

## Известные личности
- Пино де Витторио, певец, актёр.
- Эмидио Греко — кинорежиссёр.
- Козимо Дамиано Ланца — пианист, клавесинист, композитор.